# Чижовка-Арена
«Чижо́вка-Аре́на» (бел. «Чыжо́ўка-Арэ́на») — многофункциональный спортивно-развлекательный комплекс в Минске, который стал второй площадкой чемпионата мира по хоккею 2014 года. Арена располагается на юге города в микрорайоне Чижовка, на берегу Чижовского водохранилища, на части территории парка имени 900-летия Минска. Официальное открытие состоялось 25 декабря 2013 года.

## История
В заявке Беларуси на проведение чемпионата мира по хоккею 2013 года второй ареной был ледовый дворец в Бобруйске. Однако, после того как право принять этот мировой форум выиграла Швеция, белорусская федерация хоккея изменила стратегию, и в новой заявке были указаны только минские арены. Это принесло плоды — Минск получил право на проведение чемпионата мира 2014 года.
Внешний вид арены в Чижовке неоднократно изменялся: изначально право строить спорткомплекс планировалось отдать компании «Al Qudra International», затем в Минске собрались построить несколько модернизированную копию бобруйского ледового дворца, но в итоге специалистами «Белпромпроекта» был разработан индивидуальный проект, который и был утверждён для строительства. В комплексе предусмотрены: большая спортивно-зрелищная арена на 8 807 зрителей, малая тренировочная арена на 500 зрителей, залы для занятий различными видами спорта, места для активного отдыха и досуга.
Строительство началось в 2009 году. Окончание строительства было запланировано на середину 2011 года, но сроки сдачи были перенесены на середину 2013 года, затем — на 7 ноября 2013 года, а в конце концов — на 15 декабря 2013 года. «Чижовка-Арена» — рабочее имя комплекса; дирекцией планируется продажа названия.
Рассматривался вариант присвоения новому спорткомплексу имени известного белорусского хоккеиста, уроженца Минска, игрока НХЛ и сборной Беларуси, Руслана Салея, трагически погибшего в сентябре 2011 года вместе с хоккейной командой «Локомотив- Ярославль».

## Основные характеристики
Основное назначение большой арены — проведение матчей по хоккею с шайбой, соревнований по фигурному катанию, шорт-треку и другим ледовым видам спорта. Предусматривается возможность трансформирования ледовой коробки в площадку для игровых видов спорта, спортивных единоборств, тяжёлой атлетики, гимнастики, бокса, а также в сцену для проведения концертов и других зрелищных мероприятий. В зоне большой арены расположится восемь раздевалок: шесть турнирных и по одной хозяйской и гостевой.
Малая арена предназначена для тренировок профессиональных спортсменов и занятий учащихся детско-юношеских спортивных школ, а также для массового катания на коньках, в ней устроено 13 раздевалок, рассчитанных на разные возрастные группы. У каждой ледовой площадки автономная система холодоснабжения ледового поля. Между аренами разместился комфортный пресс-центр, зал для проведения конференций, а также зона досуга и развлечений с боулингом, бильярдными, саунами, кафе и ресторанами.
«Чижовка-Арена» является домашней площадкой для хоккейного клуба «Юность» (Минск) и входит в юридическую структуру клуба Кроме того Арена является запасной площадкой на случай необходимости переноса домашних игр ХК « Динамо- Минск» в КХЛ.
Рядом с Ареной построена одноимённая 3-звёздная гостиница «Арена» в 7 этажей, с баром, рестораном и тренажёрным залом, один из этажей гостиницы используется как пансион для иногородних хоккеистов Клуба.